# Quantidade

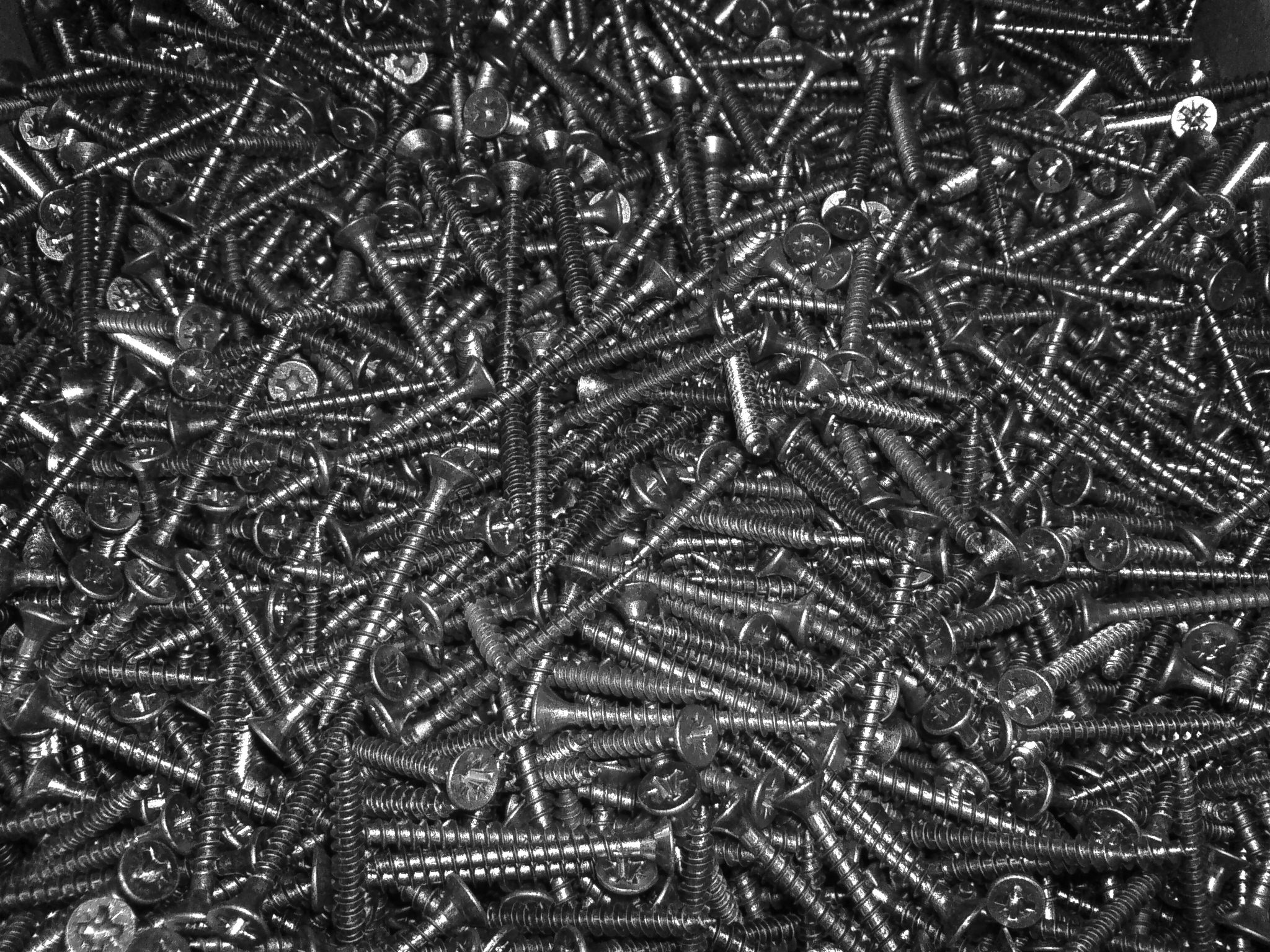
Grande quantidade de parafusos

Quantidade é uma propriedade que existe em magnitude e acumulação e que designa tudo aquilo que pode ser medido ou contado, que é suscetível de aumentar ou diminuir e que possui uma substância e forma. Está entre as classes básicas da classificação dos objetos, a par com a qualidade, a substância, a mudança e a relação.